# Río Iglesias (Darién)
Río Iglesias es un corregimiento del distrito de Santa Fe en la provincia de Darién, República de Panamá. La localidad tiene 1.672 habitantes (2010).